# Zborul Oceanic 815
Zborul Oceanic 815, cunoscut și sub denumirea de Zborul 815, a fost o cursă aeriană fictivă care s-a prăbușit în serialul TV Lost (serial). Cursa avea ca origine orașul Sydney, Australia iar ca destinație orașul Los Angeles, California. Cursa suferă din cauza defectării unor instrumente de bord în timpul zborului. Aceste defecțiuni tehnice îi determină pe piloți să încerce o aterizare în Fiji, deviind avionul cu 1600 km  la momentul prăbușirii. În drum spre Fiji, avionul se segmentează în trei părți care cad pe o insulă misterioasă din Oceanul Pacific pe 22 septembrie 2004.

## Oceanic Airlines
Oceanic Airlines este o companie aeriană fictivă, folosită în diferite filme de cinema sau de televiziune. Totuși, trebuie remarcat că în Lost, este partea centrală a mitologiei serialului. Oceanic a fost o companie aeriană australiană de primă importanță fondată în anul 1980.  Și-a încetat activitatea după prăbușirea Zborului 815, după ce anterior avea curse regulate spre Los Angeles, Londra, Sydney și Seoul.

## Zborul
Zborul 815 era un zbor regulat, programat de la Sydney la Los Angeles. Timpul de zbor era de 13 ore, 52 de minute. În acel avion existau 361 (nu 352, cum s-a afirmat pe website-ul Oceanic) locuri pentru pasageri: 30 la clasa întâi, 45 la clasa Business și 286 de locuri la clasa economică. Pasagerii ale căror numere de locuri erau cunoscute erau după cum urmează:
- 9E - Boone Carlyle
- 9F - Shannon Rutherford
- 20G - Hugo Reyes (care a cumpărat de asemenea un bilet pentru locul adiacent)
- 23B - Dr. Jack Shephard
- 23C - Harold Wollstein
- 23D - Rose Henderson
- 23E - Bernard Nalder
- 24D - John Locke
- 27G - US Marshal Edward Mars
- 27H - Kate Austen
- 29C - Charlie Pace
- 42F - Ana Lucia Cortez

Pasagerii interesanți ai avionului includeau un doctor, un suspect de crimă, un șerif, un fost soldat (garda republicană irakiană), un fost polițist (LAPD), un star rock britanic, un câștigător la loterie multi-milionar și un escroc. Corpul Dr. Christian Shephard se află în cala avionului. Câinele lui Walt Lloyd, Vincent, se află si el in avion. Nu se cunoaște câți pasageri și membri ai echipajului se aflau la bordul avionului, dar cel puțin 70 de pasageri, un membru al echipajului și pilotul au supraviețuit prăbușirii care a avut loc inițial.

## Prăbușirea avionului și consecințele sale
Zborul 815 s-a dezbinat în 3 părți în aer. Cele trei părți ale avionului au aterizat pe insulă în locații diferite. Fuselajul central al avionului a aterizat pe coasta insulei. Inițial, se credea că 49 dintre pasageri au supraviețuit; însa, s-a dezvăluit mai târziu că un membru al taberei (Ethan Rom) nu provenea de fapt din avionul prăbușit. Porțiunea terminală a avionului s-a prăbușit în ocean pe partea cealaltă a insulei față de porțiunea centrală. Această cea de-a treia secțiune a avut 23 de supraviețuitori. Partea din față a avionului, cu părți din clasa Business și carlinga, s-au prăbușit în junglă, nu prea departe de rămășițele fuselajului; dintre pasagerii acestei porțiuni a avionului, singurul care a supraviețuit impactului inițial a fost pilotul. Părți diferite au fost de asemenea împrăștiate prin junglă, inclusiv un set complet de scaune găsite într-o baltă mică aflată sub o cascadă și Jack Shepherd, care s-a trezit înghiontit într-un stand de bambus la marginea junglei imediat după prăbușirea avionului. Spre finalul sesonului 2, Desmond Hume bănuiește că acel câmp electromagnetic creat prin "neapăsarea butonului" era de vină pentru prăbușirea avionului, după cum, conform jurnalelor computerului de la The Pearl, fenomenul de "eșec al sistemului" s-a întâmplat în Septembrie 22, 2004, dată la care s-a prăbușit avionul (de asemenea, data premeirei seriei "Lost"). 
Personajul Hurley crede că avionul s-a prăbușit datorită ghinionului care pare să-l însoțească după câștigarea la loterie cu Mitologia Lost#Numerele/"numerele".